# シャイン、ジーザス、シャイン
シャイン、ジーザス、シャイン（Shine, Jesus, Shine）は、1987年にグラハム・ケンドリックによって作曲されたキリスト教のプレイズ・ソング。冒頭が「あいのひかりかがやき」で知られる。
この曲は、2005年に放送されたイギリスBBCの番組『Songs of Praise』（讃美の歌）のランキングで、第10位に選ばれた。
しかしながら、雑誌『カトリック・ヘラルド』編集長のダミアン・トンプソンは「シャイン、 ジーザス、シャイン」を、あらゆる「楽しく拍手する讃美歌」の中で最も嫌悪されるもの、と呼んでいる。
この歌は、2015年のフランシスコ教皇のフィリピン訪問において、教皇が1月19日にビラモア空軍基地からフィリピンを出発する際、フィリピン社会福祉開発省の職員の子供達と、マリー・イマキュレート・パリッシュ特別学校(Mary Immaculate Parish Special School)の生徒達によって歌われた。これは1995年のワールドユースデーがフィリピンで開催された際に、ヨハネ・パウロ2世の訪問を受けた時のことを思い起こさせるものだった。
曲は聴くことが可能である。 グラハム・ケンドリック公式ホームページ

## 日本
日本では、スリヤ佐野一夫が翻訳した「シャイン、ジーザス、シャイン」がミクタムのプレイズ＆ワーシップに収録されている。